# Сигисо (язык)
Сигисо (sigi sǫ) — секретный ритуальный язык догонов, относится к семье догонских языков. Изучается жрецами-олубару (olubarū) Общества Масок (каста Аво) во время возведения на престол на церемонии Сигуй, которая проводится раз в 60 лет.
Принято считать, что языки догонов принадлежат к семье нигеро-конголезских языков, хотя доказательств этого в настоящее время имеется мало: догонские языки включали в состав языков гур (англ. Gur), в ранних африканистических исследованиях — и в языки манде (англ. Mande). По последним данным исследования нигер-конглезских языков, догонские языки рассматриваются как отдельная языковая ветвь.
Женщинам и детям, по традициям этого общества, запрещено изучать данный язык и говорить на нём. В данной культуре это является только прерогативой в основном пожилых людей, инициированных, высшей прослойки среди догонов. На этом языке также не принято говорить во весь голос, только шёпотом.
Язык используется в ритуалах, и только для следующих видов коммуникации: длинные тексты, проповеди и приветствия.

## Мифология
По мифологии догонов, «бледная лисица» (африканская лисица) является прародителем догонов, и она умела разговаривать на языке сигисо, на котором и поведала им существующие мифические представления.